# Като, Тосио
Тосио Като (яп. 加藤 敏夫 Katō Toshio, 25 августа 1917 — 2 октября 1999) — японский математик, лауреат премий.

## Биография
Родился 25 августа 1917 года в Канума (префектура Тотиги). В 1941 году закончил Физический факультет Имперского университета Токио. После Второй мировой войны там же, в Токийском университете, защитил диссертацию.
В 1970 году был пленарным докладчиком Международного конгресса математиков.

## Награды
- Премия Норберта Винера по прикладной математике (1980)